# Ordonnance du 7 mars 1944
L'ordonnance du 7 mars 1944 relative au statut des Français musulmans d'Algérie est une ordonnance du Comité français de Libération nationale signée à Alger le 7 mars 1944 et publiée le 18 au Journal officiel de la République française. Elle abroge le code de l'indigénat auquel les « musulmans indigènes » d'Algérie — c'est-à-dire les nationaux français d'Algérie régis, quant à leur statut personnel, par le droit musulman ou les coutumes berbères — étaient soumis. Sur les plus de 6 millions de musulmans vivant alors en Algérie, environ 60 000 d'entre eux se voient accorder la nationalité française à cette occasion.
Le 29 juin 2012, le Conseil constitutionnel a jugé que, par l'article 3 de l'ordonnance, le Comité français de Libération nationale « a entendu conférer, en raison de leurs mérites, à certains Français musulmans d'Algérie relevant du statut personnel des droits politiques identiques à ceux qui étaient exercés par les Français de statut civil de droit commun domiciliés en Algérie ».